# Кенес (Акмолинская область)
Кене́с (каз. Кеңес) — село в Аккольском районе Акмолинской области Казахстана. Входит в состав Кенесского сельского округа. Код КАТО — 113243200.

## География
Село расположено в центральной части района, на расстоянии примерно 24 километров (по прямой) к востоку от административного центра района — города Акколь, в 16 километрах к северо-востоку от административного центра сельского округа — аула Домбыралы.
Абсолютная высота — 401 метров над уровнем моря.
Климат холодно-умеренный, с хорошей влажностью. Среднегодовая температура воздуха положительная и составляет около +3,1°С. Среднемесячная температура воздуха в июле достигает +19,2°С. Среднемесячная температура января составляет около −15,3°С. Среднегодовое количество осадков составляет около 420 мм. Основная часть осадков выпадает в период с июня по август.
Ближайшие населённые пункты: село Азат — на востоке, село Кайнар — на северо-западе, аул Домбыралы — на юго-западе.
Близ села проходит автодорога областного значения —  КС-8 «Новый Колутон — Акколь — Азат — Минское».

## Население
В 1989 году население села составляло 427 человек (из них казахи — 77 %).
В 1999 году население села составляло 349 человек (170 мужчин и 179 женщин). По данным переписи 2009 года, в селе проживали 664 человека (323 мужчины и 341 женщина).
| Численность населения | Численность населения | Численность населения |
| 1989                  | 1999                  | 2009                  |
| --------------------- | --------------------- | --------------------- |
| 427                   | ↘349                  | ↗664                  |

## Улицы[6]
- ул. Бейбитшилик
- ул. Достык
- ул. Желтоксан
- ул. Женис
- ул. Сары-арка
- ул. Тауелсиздик